# Grewia salicifolia
Grewia salicifolia là một loài thực vật có hoa thuộc họ Malvaceae theo nghĩa rộng (sensu lato) hoặc Tiliaceae hoặc Sparrmanniaceae .
Loài này chỉ có ở Seychelles.
Chúng hiện đang bị đe dọa vì mất môi trường sống.